# Helsinki Roosters
Gli Helsinki Roosters  sono una squadra di football americano di Helsinki, in Finlandia.

## Storia
La squadra è stata fondata nel 1979 e ha vinto 23 volte il campionato finlandese, 1 volta l'EFAF Eurobowl e 1 volta la IFAF Europe Champions League.
Il loro campo casalingo è il Velodromo di Helsinki.

## Dettaglio stagioni

### Tornei nazionali

#### Campionato

##### Vaahteraliiga
| Stagione | regular season | regular season | regular season | regular season | regular season | regular season | playoff | playoff | playoff | playoff | playoff | playoff       | playoff              |
|          | Vin            | Par            | Per            | Tot            | PF             | PS             | Vin     | Per     | Tot     | PF      | PS      | risultato     | avversaria           |
| -------- | -------------- | -------------- | -------------- | -------------- | -------------- | -------------- | ------- | ------- | ------- | ------- | ------- | ------------- | -------------------- |
| 1980     | 3              | 0              | 3              | 6              | 126            | 74             | 0       | 2       | 2       | 0       | 62      | Quarto posto  | East City Giants     |
| 1981     | 3              | 0              | 4              | 7              | 135            | 101            | 0       | 2       | 2       | 10      | 44      | Quarto posto  | Espoo Poli           |
| 1982     | 6              | 1              | 1              | 8              | 369            | 98             | 2       | 0       | 2       | 44      | 19      | Campioni      | MAJS                 |
| 1983     | 7              | 0              | 0              | 7              | 237            | 49             | 2       | 0       | 2       | 69      | 27      | Campioni      | Espoo Poli           |
| 1984     | 6              | 0              | 1              | 7              | 161            | 93             | 0       | 2       | 2       | 45      | 60      | Quarto posto  | Espoo Poli           |
| 1998     | 8              | 0              | 2              | 10             | 397            | 158            | 2       | 0       | 2       | 90      | 62      | Campioni      | Turku Trojans        |
| 2013     | 10             | 0              | 0              | 10             | 465            | 182            | 2       | 0       | 2       | 115     | 59      | Campioni      | Helsinki Wolverines  |
| 2014     | 9              | 0              | 1              | 10             | 387            | 217            | 2       | 0       | 2       | 53      | 7       | Campioni      | Turku Trojans        |
| 2015     | 7              | 0              | 3              | 10             | 326            | 227            | 2       | 0       | 2       | 78      | 41      | Campioni      | Seinäjoki Crocodiles |
| 2016     | 11             | 0              | 1              | 12             | 401            | 179            | 2       | 0       | 2       | 41      | 7       | Campioni      | Seinäjoki Crocodiles |
| 2017     | 11             | 0              | 1              | 12             | 465            | 163            | 2       | 0       | 2       | 78      | 22      | Campioni      | Wasa Royals          |
| 2018     | 10             | 0              | 0              | 10             | 526            | 166            | 2       | 0       | 2       | 91      | 21      | Campioni      | Kuopio Steelers      |
| 2019     | 10             | 0              | 2              | 12             | 533            | 310            | 2       | 0       | 2       | 85      | 27      | Campioni      | Kuopio Steelers      |
| 2020     | 2              | 0              | 3              | 5              | 176            | 134            | -       | -       | -       | -       | -       | -             | -                    |
| 2021     | 6              | 0              | 2              | 8              | 290            | 164            | 1       | 1       | 2       | 49      | 21      | Vaahteramalja | Kuopio Steelers      |
| 2022     | 8              | 0              | 4              | 12             | 363            | 251            | 0       | 1       | 1       | 0       | 28      | Semifinale    | Kuopio Steelers      |
| 2023     | 7              | 0              | 5              | 12             | 636            | 260            | 0       | 1       | 1       | 14      | 24      | Semifinale    | Porvoon Butchers     |
| 2024     | 10             | 0              | 2              | 12             | 455            | 155            | 2       | 0       | 2       | 90      | 28      | Campioni      | Seinäjoki Crocodiles |
| Totale   | 134            | 1              | 35             | 170            | 6448           | 2981           | 23      | 9       | 32      | 952     | 559     |               |                      |

Fonti: Enciclopedia del Football - A cura di Massimo Mezzetti

##### Naisten Vaahteraliiga
| Stagione | regular season | regular season | regular season | regular season | regular season | regular season | playoff | playoff | playoff | playoff | playoff | playoff     | playoff                    |
|          | Vin            | Par            | Per            | Tot            | PF             | PS             | Vin     | Per     | Tot     | PF      | PS      | risultato   | avversaria                 |
| -------- | -------------- | -------------- | -------------- | -------------- | -------------- | -------------- | ------- | ------- | ------- | ------- | ------- | ----------- | -------------------------- |
| 2008     | 3              | 0              | 1              | 4              | 165            | 24             | 1       | 1       | 2       | 46      | 18      | Finale      | Helsinki Lady Demons       |
| 2009     | 5              | 0              | 0              | 5              | 308            | 26             | 1       | 1       | 2       | 97      | 28      | Finale      | Helsinki Lady Demons       |
| 2010     | 5              | 0              | 0              | 5              | 391            | 34             | 1       | 1       | 2       | 108     | 62      | Finale      | Helsinki Lady Demons       |
| 2011     | 6              | 0              | 0              | 6              | 418            | 28             | 2       | 0       | 2       | 110     | 18      | Campionesse | Helsinki Lady Demons       |
| 2012     | 6              | 0              | 2              | 8              | 290            | 94             | 0       | 1       | 1       | 12      | 24      | Semifinale  | Helsinki Lady Demons       |
| 2013     | 4              | 0              | 3              | 7              | 178            | 199            | 0       | 1       | 1       | 6       | 48      | Semifinale  | Seinäjoki Crocodiles       |
| 2014     | 3              | 0              | 3              | 6              | 120            | 142            | -       | -       | -       | -       | -       | -           | -                          |
| 2015     | 5              | 0              | 2              | 7              | 265            | 38             | 1       | 1       | 2       | 52      | 53      | Finale      | Helsinki Lady Demons       |
| 2016     | 7              | 0              | 0              | 7              | 218            | 39             | 2       | 0       | 2       | 48      | 6       | Campionesse | Turku Trojans              |
| 2017     | 8              | 0              | 0              | 8              | 282            | 50             | 1       | 1       | 2       | 28      | 17      | Finale      | Helsinki Wolverines        |
| 2018     | 4              | 0              | 2              | 6              | 112            | 85             | 0       | 1       | 1       | 6       | 14      | Semifinale  | Sankt Petersburg Valkyries |
| 2019     | 0              | 0              | 5              | 5              | 40             | 218            | -       | -       | -       | -       | -       | -           | -                          |
| Totale   | 56             | 0              | 18             | 74             | 2787           | 977            | 9       | 8       | 17      | 513     | 288     |             |                            |

Fonti: Enciclopedia del Football - A cura di Massimo Mezzetti

##### Naisten I-divisioona
| Stagione | regular season | regular season | regular season | regular season | regular season | regular season | playoff | playoff | playoff | playoff | playoff | playoff   | playoff     |
|          | Vin            | Par            | Per            | Tot            | PF             | PS             | Vin     | Per     | Tot     | PF      | PS      | risultato | avversaria  |
| -------- | -------------- | -------------- | -------------- | -------------- | -------------- | -------------- | ------- | ------- | ------- | ------- | ------- | --------- | ----------- |
| 2021     | 1              | 0              | 5              | 6              | 48             | 150            | -       | -       | -       | -       | -       | -         | -           |
| 2022     | 0              | 0              | 5              | 5              | 32             | 187            | -       | -       | -       | -       | -       | -         | -           |
| 2023     | 5              | 0              | 1              | 6              | 160            | 138            | 0       | 1       | 1       | 18      | 27      | Finale    | Wasa Royals |
| 2024     | 1              | 0              | 7              | 8              | 54             | 195            | -       | -       | -       | -       | -       | -         | -           |
| Totale   | 7              | 0              | 18             | 25             | 294            | 670            | 0       | 1       | 1       | 18      | 27      |           |             |

Fonti: Enciclopedia del Football - A cura di Massimo Mezzetti

##### Naisten II-divisioona
| Stagione | regular season | regular season | regular season | regular season | regular season | regular season | playoff | playoff | playoff | playoff | playoff | playoff   | playoff           |
|          | Vin            | Par            | Per            | Tot            | PF             | PS             | Vin     | Per     | Tot     | PF      | PS      | risultato | avversaria        |
| -------- | -------------- | -------------- | -------------- | -------------- | -------------- | -------------- | ------- | ------- | ------- | ------- | ------- | --------- | ----------------- |
| 2020     | 1              | 0              | 1              | 2              | 24             | 34             | 1       | 1       | 2       | 68      | 80      | Finale    | Jyväskylä Jaguars |
| Totale   | 1              | 0              | 1              | 2              | 24             | 34             | 1       | 1       | 2       | 68      | 80      |           |                   |

Fonti: Enciclopedia del Football - A cura di Massimo Mezzetti

### Tornei internazionali

#### European Football League (1986-2013)
| Stagione | regular season | regular season | regular season | regular season | regular season | regular season | playoff | playoff | playoff | playoff | playoff | playoff          | playoff       |
|          | Vin            | Par            | Per            | Tot            | PF             | PS             | Vin     | Per     | Tot     | PF      | PS      | risultato        | avversaria    |
| -------- | -------------- | -------------- | -------------- | -------------- | -------------- | -------------- | ------- | ------- | ------- | ------- | ------- | ---------------- | ------------- |
| 2013     | 2              | 0              | 0              | 2              | 78             | 66             | 0       | 1       | 1       | 13      | 52      | Quarti di finale | Tirol Raiders |
| Totale   | 2              | 0              | 0              | 2              | 78             | 66             | 0       | 1       | 1       | 13      | 52      |                  |               |

Fonti: Enciclopedia del Football - A cura di Massimo Mezzetti

#### IFAF Europe Champions League
| Stagione | regular season | regular season | regular season | regular season | regular season | regular season | playoff | playoff | playoff | playoff | playoff | playoff   | playoff        |
|          | Vin            | Par            | Per            | Tot            | PF             | PS             | Vin     | Per     | Tot     | PF      | PS      | risultato | avversaria     |
| -------- | -------------- | -------------- | -------------- | -------------- | -------------- | -------------- | ------- | ------- | ------- | ------- | ------- | --------- | -------------- |
| 2014     | 2              | 0              | 0              | 2              | 103            | 73             | 2       | 0       | 2       | 80      | 66      | Campioni  | Beograd Vukovi |
| 2015     | 1              | 0              | 1              | 2              | 20             | 42             | -       | -       | -       | -       | -       | -         | -              |
| Totale   | 3              | 0              | 1              | 4              | 123            | 115            | 2       | 0       | 2       | 80      | 66      |           |                |

Fonti: Enciclopedia del Football - A cura di Massimo Mezzetti

#### IFAF Northern European Football League
| Stagione | regular season | regular season | regular season | regular season | regular season | regular season | playoff | playoff | playoff | playoff | playoff | playoff   | playoff            |
|          | Vin            | Par            | Per            | Tot            | PF             | PS             | Vin     | Per     | Tot     | PF      | PS      | risultato | avversaria         |
| -------- | -------------- | -------------- | -------------- | -------------- | -------------- | -------------- | ------- | ------- | ------- | ------- | ------- | --------- | ------------------ |
| 2017     | 2              | 0              | 0              | 2              | 89             | 57             | 1       | 0       | 1       | 21      | 15      | Campioni  | Carlstad Crusaders |
| Totale   | 2              | 0              | 0              | 2              | 89             | 57             | 1       | 0       | 1       | 21      | 15      |           |                    |

Fonti: Enciclopedia del Football - A cura di Massimo Mezzetti

#### ECTC
| Stagione | regular season | regular season | regular season | regular season | regular season | regular season | playoff | playoff | playoff | playoff | playoff | playoff          | playoff        |
|          | Vin            | Par            | Per            | Tot            | PF             | PS             | Vin     | Per     | Tot     | PF      | PS      | risultato        | avversaria     |
| -------- | -------------- | -------------- | -------------- | -------------- | -------------- | -------------- | ------- | ------- | ------- | ------- | ------- | ---------------- | -------------- |
| 2019     | 2              | 0              | 0              | 2              | 43             | 37             | 0       | 1       | 1       | 0       | 35      | Finale (playoff) | Vienna Vikings |
| Totale   | 2              | 0              | 0              | 2              | 43             | 37             | 0       | 1       | 1       | 0       | 35      |                  |                |

Fonti: Enciclopedia del Football - A cura di Massimo Mezzetti

#### Football League of Europe
| Stagione | regular season | regular season | regular season | regular season | regular season | regular season | playoff | playoff | playoff | playoff | playoff | playoff   | playoff    |
|          | Vin            | Par            | Per            | Tot            | PF             | PS             | Vin     | Per     | Tot     | PF      | PS      | risultato | avversaria |
| -------- | -------------- | -------------- | -------------- | -------------- | -------------- | -------------- | ------- | ------- | ------- | ------- | ------- | --------- | ---------- |
| 1994     | 1              | 0              | 8              | 9              | 163            | 245            | -       | -       | -       | -       | -       | -         | -          |
| Totale   | 1              | 0              | 8              | 9              | 163            | 245            | -       | -       | -       | -       | -       |           |            |

Fonti: Enciclopedia del Football - A cura di Massimo Mezzetti

### Riepilogo fasi finali disputate
| Anno              | Luogo     | Evento                                 | Fase del torneo      | Incontro                                       | Risultato     |
| 1980              |           | Vaahteraliiga                          | Finale 3º - 4º posto | East City Giants - Helsinki Roosters           | 42 - 0        |
| 1981              |           | Vaahteraliiga                          | Finale 3º - 4º posto | Espoo Poli - Helsinki Roosters                 | 8 - 4         |
| 1982              | Helsinki  | Vaahteraliiga                          | Vaahteramalja        | MAJS - Helsinki Roosters                       | 3 - 22        |
| 1983              | Helsinki  | Vaahteraliiga                          | Vaahteramalja        | Helsinki Roosters - Espoo Poli                 | 28 - 17       |
| 1984              |           | Vaahteraliiga                          | Finale 3º - 4º posto | Helsinki Roosters - Espoo Poli                 | 16 - 17       |
| 5 settembre 1998  | Helsinki  | Vaahteraliiga                          | Vaahteramalja        | Turku Trojans - Helsinki Roosters              | 26 - 42       |
| 16 agosto 2008    | Helsinki  | Naisten Vaahteraliiga                  | Finale               | Helsinki Lady Demons - Helsinki Roosters       | 18 - 6        |
| 2 agosto 2009     | Helsinki  | Naisten Vaahteraliiga                  | Finale               | Helsinki Roosters - Helsinki Lady Demons       | 27 - 28 o.t.  |
| 24 luglio 2010    | Helsinki  | Naisten Vaahteraliiga                  | Finale               | Helsinki Roosters - Helsinki Lady Demons       | 40 - 48 o.t.  |
| 30 luglio 2011    | Helsinki  | Naisten Vaahteraliiga                  | Finale               | Helsinki Roosters - Helsinki Lady Demons       | 54 - 18       |
| 29 luglio 2012    | Helsinki  | Naisten Vaahteraliiga                  | Semifinale           | Helsinki Lady Demons - Helsinki Roosters       | 24 - 12       |
| 25 maggio 2013    | Innsbruck | EFAF European Football League          | Quarti di finale     | Tirol Raiders - Helsinki Roosters              | 52 - 13       |
| 11 agosto 2013    | Seinäjoki | Naisten Vaahteraliiga                  | Semifinale           | Seinäjoki Crocodiles - Helsinki Roosters       | 48 - 6        |
| 31 agosto 2013    | Helsinki  | Vaahteraliiga                          | Vaahteramalja        | Helsinki Roosters - Helsinki Wolverines        | 52 - 31       |
| 13 luglio 2014    | Élancourt | IFAF Europe Champions League           | Finale               | Helsinki Roosters - Beograd Vukovi             | 36 - 29       |
| 6 settembre 2014  | Helsinki  | Vaahteraliiga                          | Vaahteramalja        | Helsinki Roosters - Turku Trojans              | 21 - 7        |
| 12 settembre 2015 | Helsinki  | Vaahteraliiga                          | Vaahteramalja        | Seinäjoki Crocodiles - Helsinki Roosters       | 31 - 45       |
| 19 settembre 2015 | Vantaa    | Naisten Vaahteraliiga                  | Finale               | Helsinki Lady Demons - Helsinki Roosters       | 46 - 8        |
| 31 luglio 2016    | Helsinki  | Naisten Vaahteraliiga                  | Finale               | Helsinki Roosters - Seinäjoki Crocodiles       | 22 - 6        |
| 13 agosto 2016    | Helsinki  | Naisten Vaahteraliiga                  | Finale               | Helsinki Roosters - Turku Trojans              | 26 - 0        |
| 3 settembre 2016  | Helsinki  | Vaahteraliiga                          | Vaahteramalja        | Seinäjoki Crocodiles - Helsinki Roosters       | 0 - 10        |
| 21 maggio 2017    | Karlstad  | IFAF Northern European Football League | Finale               | Carlstad Crusaders - Helsinki Roosters         | 15 - 21       |
| 2 settembre 2017  | Vantaa    | Naisten Vaahteraliiga                  | Finale               | Helsinki Roosters - Helsinki Wolverines        | 6 - 17        |
| 9 settembre 2017  | Helsinki  | Vaahteraliiga                          | Vaahteramalja        | Helsinki Roosters - Wasa Royals                | 37 - 9        |
| 11 agosto 2018    | Helsinki  | Naisten Vaahteraliiga                  | Semifinale           | Helsinki Roosters - Sankt Petersburg Valkyries | 6 - 14        |
| 15 settembre 2018 | Helsinki  | Vaahteraliiga                          | Vaahteramalja        | Helsinki Roosters - Kuopio Steelers            | 44 - 14       |
| 9 giugno 2019     | Vienna    | European Club Team Competition         | Playoff              | Vienna Vikings - Helsinki Roosters             | 35 - 0 d.g.s. |
| 14 settembre 2019 | Tampere   | Vaahteraliiga                          | Vaahteramalja        | Helsinki Roosters - Kuopio Steelers            | 50 - 6        |
| 29 agosto 2020    | Jyväskylä | Naisten II-divisioona                  | Finale               | Jyväskylä Jaguars - Helsinki Roosters          | 66 - 46       |
| 11 settembre 2021 | Lahti     | Vaahteraliiga                          | Vaahteramalja        | Kuopio Steelers - Helsinki Roosters            | 14 - 0        |
| 2 settembre 2022  | Kuopio    | Vaahteraliiga                          | Semifinale           | Kuopio Steelers - Helsinki Roosters            | 28 - 0        |
| 5 agosto 2023     | Vantaa    | Naisten I-divisioona                   | Finale               | Helsinki Roosters - Wasa Royals                | 18 - 27       |
| 3 settembre 2023  | Porvoo    | Vaahteraliiga                          | Semifinale           | Porvoon Butchers - Helsinki Roosters           | 24 - 14       |
| 8 settembre 2024  | Seinäjoki | Vaahteraliiga                          | Vaahteramalja        | Helsinki Roosters - Seinäjoki Crocodiles       | 49 - 14       |

## Palmarès
- 1 Eurobowl (1988)
- 1 IFAF Europe Champions League (2014)
- 1 IFAF Northern European Football League (2017)
- 23 Vaahteramalja (1982-1983, 1986-1988, 1990, 1995-2000, 2002, 2004, 2012-2019, 2024)
- 5 Naisten Vaahteraliiga (2003, 2006, 2007, 2011, 2016)
- 8 Campionati Under-19 a 11 (1988, 1989, 1992, 1997, 2012-2014, 2017)
- 2 Campionati Under-19 a 7 (2015, 2016)
- 1 Campionato Under-17 a 11 (2016)
- 5 Campionati Under-15 a 9 (2002-2004, 2010, 2011)